# Joop Woortman
Johannes Theodorus (Joop) Woortman (Amsterdam, 25 januari 1905 – Bergen-Belsen, 13 maart 1945) was een Nederlandse verzetsstrijder.

## Levensloop
Woortman werd geboren in Amsterdam, als zoon van Johannes Theodorus Woortman en Henriëtte Johanna Frederika Schutte. In 1927 trouwde hij met Johanna Maria Muller, van wie hij in 1935 scheidde. In 1938 hertrouwde hij met Lena Maria (Semmy) Glasoog, van wie hij in 1942 scheidde.

### Tweede Wereldoorlog
Woortman werkte onder de schuilnaam Theo de Bruin en was onder andere actief voor de Landelijke Organisatie voor Hulp aan Onderduikers (LO) en de Vrije Groepen Amsterdam (VGA). Hij bracht onderduikers onder en zorgde voor bonkaarten. Daarnaast verspreidde hij illegale bladen. Vanaf 1942 legde hij zich toe op het redden van Joodse kinderen. Samen met onder meer Walter Süskind redde hij honderden Joodse kinderen uit de Hollandsche Schouwburg aan de Plantage Middenlaan in Amsterdam. Hij werkte in de oorlog als kelner in de van oorsprong Joodse bioscoop Royal op de Nieuwendijk en kende daardoor veel Joodse mensen.
Woortman werd in 1944 verraden en kwam, via het Huis van Bewaring aan de Amstelveenseweg en Kamp Amersfoort, terecht in Bergen-Belsen, waar hij op 13 maart 1945 overleed.

## Eerbetoon
Zijn naam staat vermeld op de Erelijst van Gevallenen 1940-1945.
Op 22 september 1981 werd Woortman voorgedragen voor de Jad Wasjem-onderscheiding Rechtvaardige onder de Volkeren. Bovendien werd op 21 augustus 1992 in de Verzetsheldenbuurt in de Amsterdamse tuinstad Osdorp het naambord van het Joop Woortmanplein onthuld.